# Runanga wairoa
Runanga wairoa är en kräftdjursart som beskrevs av John C. McCain 1969. Runanga wairoa ingår i släktet Runanga och familjen Ischyroceridae. Inga underarter finns listade i Catalogue of Life.